# Controle alostérico
O controle alostérico, alosterismo ou alosteria refere-se a qualquer alteração na estrutura terciária ou quaternária de uma enzima protéica induzida pela ação de uma molécula ligante, que pode ser um ativador, um inibidor, um substrato, ou os três. A modificação da estrutura regula a sua actividade enzimática.
O controle alostérico ocorre através da mudança conformacional de uma proteína ocasionada por moléculas chamadas "moduladores". Os moduladores podem inibir ou ativar essas proteínas. Quando o modulador é igual ao ligante normal, trata-se de uma ligação homotrópica. Já quando o modulador é diferente, trata-se de uma interação heterótropica.